# 4582 Hank
4582 Hank је астероид главног астероидног појаса са средњом удаљеношћу од Сунца која износи 2,674 астрономских јединица (АЈ).
Апсолутна магнитуда астероида је 13,0.